# Lucio Angulo
Lucio Angulo Espinosa (Zaragoza, 9. travnja 1973.) je bivši španjolski košarkaš i državni reprezentativac. Igrao je na mjestu krila. Visine je 200 cm. Igrao je u Euroligi sezone 1998./99. za španjolski Tau Ceramica iz Gasteiza. Mlađi je brat španjolskog košarkaškog reprezentativca Alberta Angula.